# Cimetière Saint-Paul-des-Champs
Le cimetière Saint-Paul-des-Champs est un ancien cimetière qui était accolé à l’arrière de l’église Saint-Paul-des-Champs démolie en 1797, actuellement à l’emplacement de l’école primaire de la rue Neuve-Saint-Pierre dans le 4e arrondissement de Paris.

## Situation
Le cimetière était situé entre les nos 17 et 5-7 de la rue Neuve-Saint-Pierre au fond de la parcelle du no 28 rue Saint-Paul.
Formant un rectangle de 60 mètres sur 40 mètres, c’était sous l'Ancien Régime, le plus grand cimetière parisien après celui des Saints-Innocents.
On y accédait par le « cul-de-sac Saint-Éloi » percé au milieu du XVIe siècle qui longeait la paroi nord de l'église à partir de la rue Saint-Paul, à l'emplacement de l'actuelle rue Neuve-Saint-Pierre prolongé par le « cul-de-sac Saint-Paul » ouvert en 1670 avec retour d'angle à l'emplacement de l'actuelle rue de l'Hôtel-Saint-Paul. L'entrée du « cul-de-sac Saint-Éloi » était une voûte sous la maison du no 28 rue Saint-Paul, celle du « cul-de-sac Saint-Paul » une voute sous la maison du no 65 rue Saint-Antoine.

## Histoire
Le cimetière Saint-Paul a été fondé entre 632 et 642 pour la sépulture des religieuses du monastère Saint-Martial sur l’île de la Cité. C’est le plus ancien cimetière parisien après la nécropole gallo-romaine qui s’étendait à l’emplacement et aux alentours de l’église Saint-Gervais. La chapelle construite à côté du cimetière fut remplacée par l’église Saint-Paul-des-Champs.
Devenu cimetière de la paroisse Saint-Paul-des-Champs, une des plus anciennes de Paris, des centaines de milliers de personnes y furent enterrées du VIIe siècle à la fin du XVIIIe siècle. Le cimetière était entouré de charniers formant cloître sur trois côtés. Ces galeries de 3 mètres de haut et de 3,2 mètres de large étaient bordées de chapelles et éclairées entre les piliers de 64 vitraux dont 45 établis en 1634-1635 par Le Vasseur d'après des cartons de Claude Vignon.

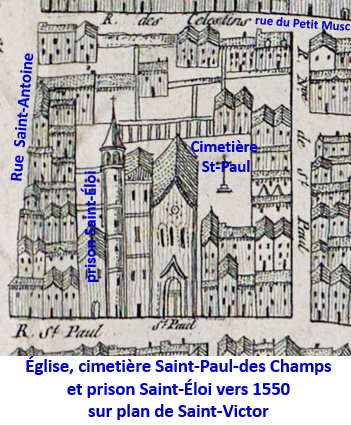
Cimetière, église Saint-Paul et grange Saint-Éloi vers 1550
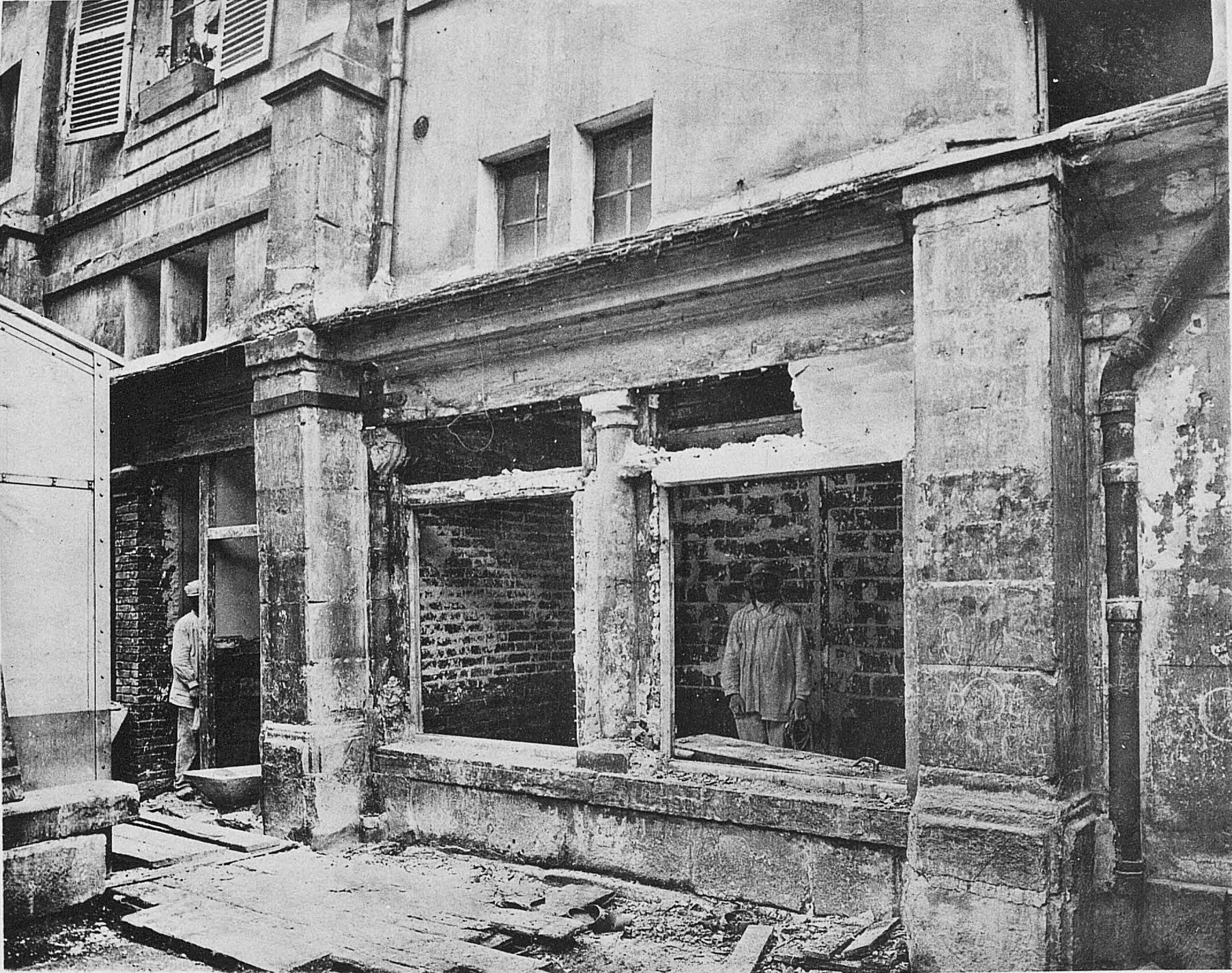
Vestige de l'ancien charnier découvert lors de travaux en 1898

Au XVIIIe siècle, on y comptait 650 enterrements par an. Devenu insuffisant, il fut envisagé en 1763 de le suppléer par une nécropole qui aurait été établie dans l'enclos des Célestins ou dans le fossé de l'Arsenal mais le cimetière continue d'être utilisé jusqu'à la Révolution.
En mai-juin 1790, les ossements des cachots de la Bastille  y furent transportés sous un tombeau édifié par Palloy, l’entrepreneur chargé de la démolition de la forteresse.
La pierre tombale portait sous l’inscription « EX UNITATE LIBERTAS », l’ épitaphe :
« Qui nos incarceribat viventes

nos adhuc incarcerat mortuos

lapis

sous les pierres mêmes des cachots

 où elles gémissoient vivantes

Reposent en Paix

quatre Victimes du Despotisme

leurs Os découverts

et recueillis par leurs frères libres

ne se lèveront plus

qu'au jour des justices

pour confondre leurs Tyrans »

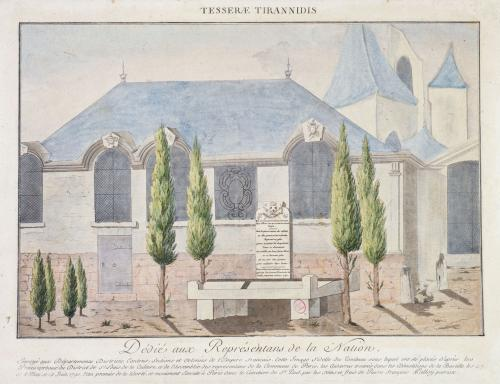
Cimetière et église en 1790 avec la tombe de la Bastille
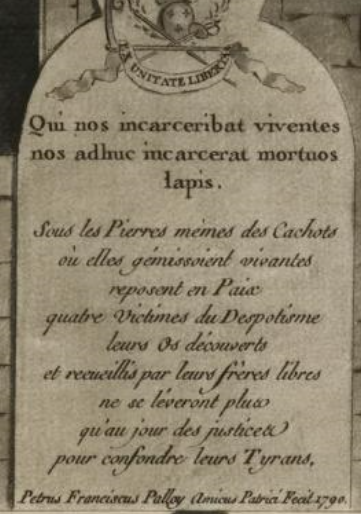
Pierre tombale des ossements des cachots de la Bastille

Le cimetière vendu comme bien national est acquis le 16 octobre 1796 par le citoyen Susse avec l’église Saint-Paul, la grange et la prison Saint-Éloi. Le passage Saint-Pierre est ouvert à l'emplacement de l'ancien « cul-de-sac Saint-Éloi ». Les deux « cul-de-sac» Saint-Éloi et Saint-Paul sont transformés en passage Saint-Pierre formant un angle droit, également accessible par les voutes sous les maisons des rues Saint-Paul et Saint-Antoine. La partie du passage qui longeait l'ancienne église démolie en 1797 est élargie et bordée de maisons construites au cours du XIXe siècle. Une voute ouverte sous une maison à l'angle du passage Saint-Pierre donnait sur une porte grillagée à l'entrée du terrain de l'ancien cimetière.
Les ossements sont transférés en 1843 aux catacombes.
En 1912, le passage Saint-Pierre est remplacé par la rue Neuve Saint-Pierre qui se prolonge jusqu’à la rue Beautreillis. L’école primaire établie le long de l'ancien passage sur une partie de l’ancienne église Saint-Paul est reconstruite et agrandie à l’emplacement de l’ancien cimetière. La rue de l'Hôtel-Saint-Paul est ouverte la même année à l'emplacement de l'ancien « cul-de-sac Saint-Paul ».

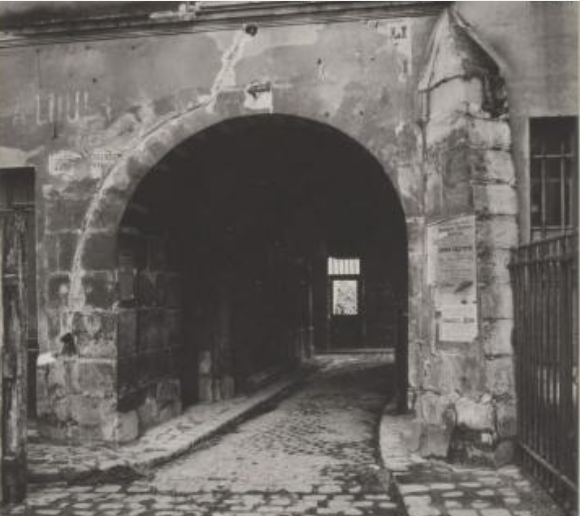
Voute d’entrée du terrain de l’ancien cimetière Saint-Paul en 1912
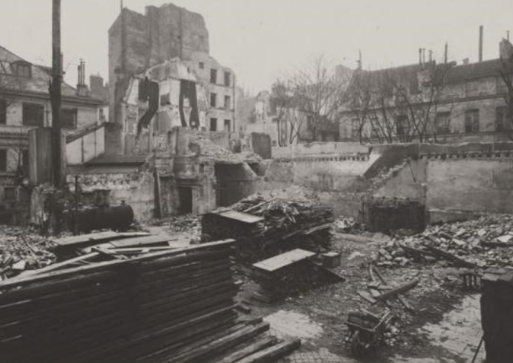
Déblaiement de l’ancien cimetière en 1912 pour l’ouverture de la rue Neuve-Saint-Pierre

## Inhumations
Liste non exhaustive des personnes notables inhumées dans l'église, sous les charniers et dans le cimetière de la paroisse Saint-Paul de Paris ainsi que dans l'ancien enclos des moniales près de la chapelle Saint-Paul-des-Champs, qui a précédé le cimetière paroissial.
- 666 : Aure de Paris, première abbesse du monastère Saint-Martial (établi sur l'Île de la Cité, ultérieurement nommé monastère Saint-Éloi) mourut lors de l'épidémie de peste de 666 et fut inhumée dans l'enclos du cimetière des moniales, près de l'ancienne chapelle Saint-Paul-des-Champs.

### XVIesiècle
- 1503 : Nicolas Gilles, historien, mort le 10 juillet 1503
- 1534 : Jacques Bourdin père, seigneur de Chars et de Vilette, secrétaire des finances sous les rois Charles VIII et Louis XII, mort le 6 août 1534[3], inhumé dans l'église. Natif de Bourges, il épousa Caterine Brinon, dont il eut Jacques Bourdin (mort en 1567), diplomate, secrétaire d'État et ministre[4].
- 1553 : François Rabelais, mort en avril 1553, à 58 ans, dans une maison de la rue des Jardins-Saint-Paul et inhumé dans le cimetière près d'un figuier que l'on voyait encore entre 1647 et 1662.
- 1560 : Robert Ceneau (1483-1560), évêque d'Avranches, doyen en la Faculté de Théologie, natif de Paris, mort le 27 avril 1560, inhumé dans le chœur de l'église Saint-Paul, où lui fut élevé un tombeau de marbre noir surmonté d'une statue de cuivre qui le représentait en évêque[3].
- 1578 : Louis de Maugiron (1560-1578)[5], capitaine de l'armée du roi, mignon du roi Henri III, mort le 27 avril 1578, à l'aube, au milieu du marché aux chevaux des Tournelles (future place Royale, actuelle place des Vosges) d'un coup d'estoc que Ribérac lui porta dans la poitrine lors du funeste duel des Mignons opposant les mignons du roi et les partisans du duc de Guise.
- 1578 : François d'Aydie de Ribérac, mort le 28 avril 1578, lendemain du duel des Mignons, des suites d'une grave blesseure qu'il s'était lui-même infligé en tombant dans l'épée de Maugiron, auquel il venait de porter un coup mortel.
- 1578 : Jacques de Lévis de Caylus ou Quélus (1554-1578), mignon de Henri III, mort le 29 mai 1578 à l'hôtel de Boissi[6] ou de Boisy, rue Saint-Antoine à Paris[7], après trente trois jours d'agonie, des suites des blessures - dix-neuf coups d'épée - reçues lors du duel des Mignons. « L'Hôtel de Boisi », indique de La Force, était « situé où est aujourd'hui le monastère des Filles de sainte Marie de la rue S. Antoine[3]. » (Voir : Temple du Marais, ancienne chapelle Sainte-Marie-des-Anges des filles de la Visitation).
- 1596 : Thibault Métezeau, architecte, mort en 1596, à 63 ans.

### XVIIesiècle
- 1602 : Charles de Gontaut, duc de Biron, maréchal général des camps et armées du roi, déchu, condamné pour haute trahison et décapité le 31 juillet 1602 (à l'âge de 40 ans) « dedans l'enclos de la Bastille »[8]. Le même jour, il est noté dans le registre des décès de Saint-Paul « convoy de monsieur le Maréschal [sic] de Biron : il est général », ce qui signifie que le service fut solennel et que tout le clergé y assista. Lorsque, des décennies plus tard le corps d'un nommé Laurent Bouchard, vivant escuyer, sieur de Fontenelles, « exécuté à mort, au coin de [la rue] Saint-Paul » est inhumé à Saint-Paul, il est précisé qu'il « a esté enterré dans la nef de cette église, soubz la tombe où est le feu Marechal de Biron. »[9]
- 1605 : Jean Nicot[10].
- 1609 : Pierre Biard l'Aîné (1559-1609), sculpteur, mort le 17 septembre 1609, à l'âge de 50 ans, en son logement de la rue de la Cerisaie, inhumé dans le cimetière de Saint-Paul, sa paroisse, où sa famille fit dresser une pierre gravée d’une épitaphe. Sa mère, morte le 28 janvier 1604 à la même adresse y reposait « soubz le charnier. ». Eléonore Fournier demeurait dans la même rue lorsque Biard l'Aîné l'épousa en 1592 à Saint-Paul, où furent aussi baptisés les enfants du couple.
- 1615 : Louis Métezeau (?-1615), fils de Thibaut, architecte du roi, concierge et garde-meuble des Tuileries, mort à Paris, paroisse Saint-Roch, inhumé dans l'église Saint-Paul le 19 août 1615[11]
- 1635 : [Jean] Blet, organiste de Saint-Paul, mort par noyade, inhumé dans l'église le 25 avril 1635 (voir section Organistes de l'église Saint-Paul de Paris ci-dessus).
- 1637 : Thomas Boudin (1570-1637), « sculpteur, peintre et architecte du Roy », demeurant rue Saint-Antoine, vis-à-vis les Jésuites, mort le 24 mars 1637, inhumé le lendemain[12].
- 1650 : Marion Delorme ou de Lorme (1613-1650), courtisane, morte le 30 juin 1650, à l'âge de 36 ans.
- 1652 : Paul Jules Mancini (1636-1652, neveu du cardinal Mazarin, mortellement blessé le 2 juillet 1652, à l'âge de 15 ou de 16 ans, lors de la bataille du faubourg Saint-Antoine qui opposa les troupes du roi à celles de la Fronde. Il succomba quelques jours plus tard. De nombreuses victimes de cette sanglante rencontre, mortes sur le coup ou des suites de leurs blessures furent enterrées par le clergé de Saint-Paul[13].
- 1652 : Clément II Métezeau, architecte ingénieur ordinaire du roi, mort le 28 novembre 1652 (à 71 ans) à Paris, dans son logement aux galeries du Louvre, porté à Saint-Paul le lendemain[14]
- 1658 : Joseph Béjart (vers 1617-1658), aîné de la fratrie Béjart, comédien de la troupe de Molière, mort le 25 mai 1658 à Paris. L'extrait de l'acte d'inhumation indique que le « convoi de Joseph Baygar [sic], comédien » […] « pris sur le quai de l’Escholle, emporté en carrosse à Saint-Paul » eut lieu le lendemain, lundi 26 mai[15].
- 1665 : Jean-Baptiste Blanchard (après 1595-1665), « peintre du Roi et de son Académie Royalle », demeurant rue Saint-Antoine à la fin de sa vie, mort le 5 avril 1665, inhumé le 6 avril dans l'église Saint-Paul[16]. Une trentaine d'années plus tôt, le service des obsèques de son frère Jacques Blanchard (1600-1638), « peintre ordinaire du Roy », avait été célébré dans cette église, sa paroisse, le 10 novembre 1638, mais son corps avait été porté le même jour à  Saint-Jean-en-Grève pour y être inhumé[17].
- 1666 : François Mansart (1598-1666), architecte, mort le 23 septembre 1666 (à 68 ans), au 5, rue Payenne, paroisse Saint-Paul.
- 1666 : Charles Sanguin († 1666), conseiller du roi en ses conseils d’État et privé, maître d’hôtel et gentilhomme ordinaire du roi (1649) sous la régence d’Anne d’Autriche, mère de Louis XIV, eut pour frères notamment Christophe Sanguin († 1641), seigneur de Livry (1629), Nicolas Sanguin (v. 1580-1674), évêque de Senlis (1622-1651) et le poète Denis Sanguin de Saint-Pavin (1595-1670). Il fut inhumé à Saint-Paul le 23 novembre 1666[18].
- 1672 : Madeleine Béjart (1618-1672), comédienne de la troupe du roi, morte le 17 février 1672 à l'âge de 55 ans dans son logement vis-à-vis du Palais-Royal, d'où son corps fut porté, « avec permission de Mgr l'Archevêque » à l'église Saint-Germain-l'Auxerrois le 18 février, avant d'être acheminé en carrosse à l'église Saint-Paul le 20 février pour respecter sa volonté de reposer dans la paroisse où elle avait passée son enfance. Ni le clergé de Saint-Germain-l'Auxerrois, ni celui de Saint-Paul ne mit d'obstacle à son inhumation sous les charniers du cimetière Saint-Paul[19].
- 1676 : Jean Desmarets de Saint-Sorlin (1597-1676), poète et dramaturge, académicien, mort le 28 octobre 1676 (à l'âge de 81 ans).
- 1684 : Henry Du Mont (1610-1684), organiste et compositeur, mort le 8 mai 1684 (à l'âge de 74 ans).

### XVIIIesiècle
- 1703 : L'homme au masque de fer, mort le 19 novembre 1703 à la Bastille, inhumé le lendemain en présence du sergent major Rosarges et du chirurgien major Regle, tous deux affectés au service à la Bastille. Le décès est porté le même jour sur le registre des inhumations de Saint-Paul, signé par le curé Gilles Le Sourd[20].
- 1716 : Jacques Antoine Friquet de Vauroze (1638-1716), peintre et graveur français, mort le 25 juin 1716 (à 77 ans) à Paris, paroisse Saint-Paul. Son acte de décès indique : « Jacques Friquet, sieur de Voroze, peintre et académiste ordinaire du Roy, est décédé en son appartement à l'arsenal, âgé de 78 ans ou environ, duquel le corps a été inhumé sous les charniers de Saint-Paul, sa paroisse, le 26 du courant [...][21] ».
- 1761 : Prudent Bruley (1686-1761), procureur au Châtelet, commissaire des pauvres et marguillier de Saint-Paul, sa paroisse, inhumé dans le caveau de l'église.
- 1706 : Adrien Baillet (1649-1706), bibliothécaire, mort le 21 janvier 1706 (à 56 ans).
- 1708 : Jules Hardouin-Mansart (1646-1708), architecte, mort subitement à Marly, le 11 mai 1708 (à 62 ans).